# IBMソリッド・ロジック・テクノロジ

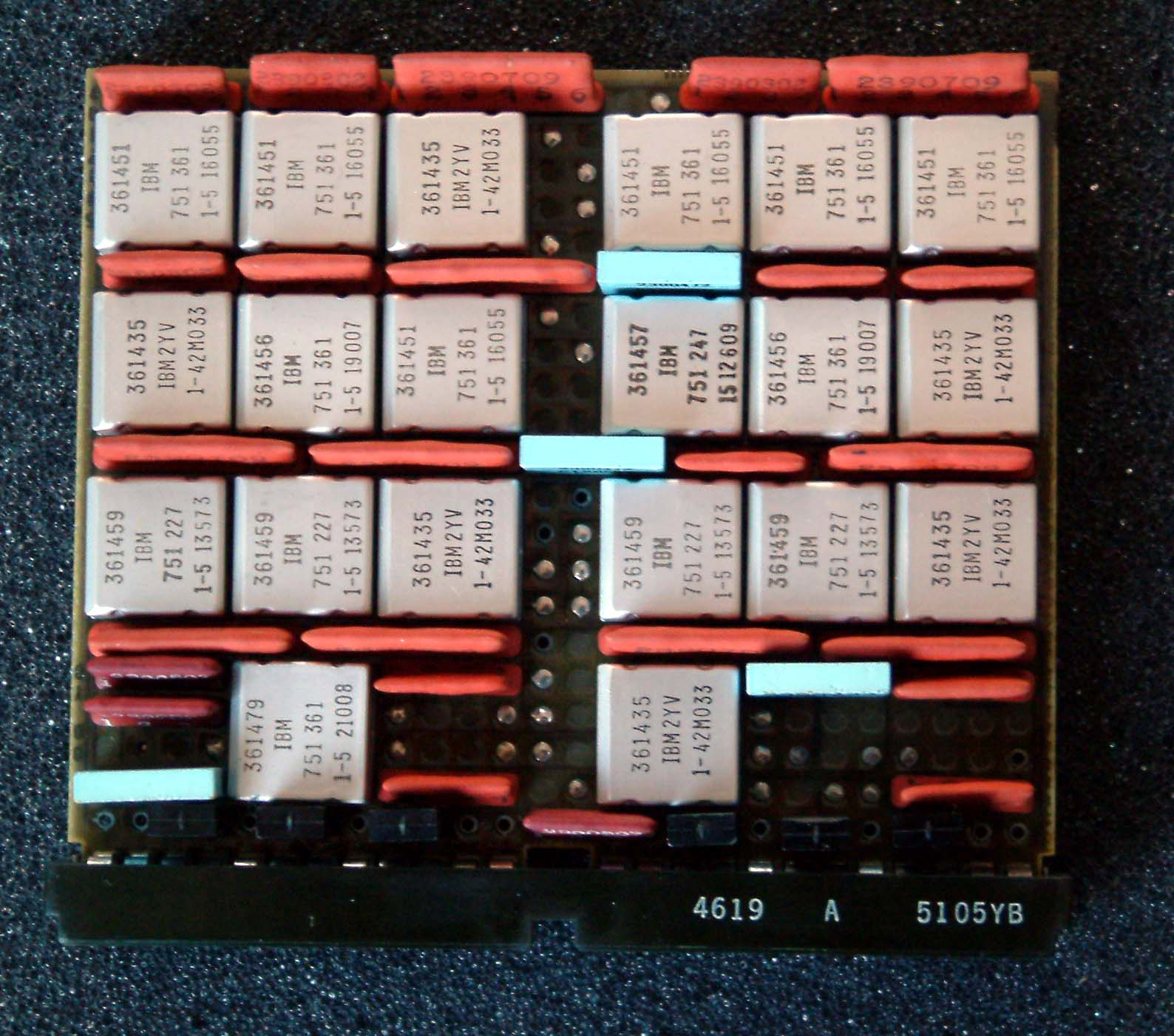
2倍幅のSLTカード。四角い金属缶の中にはハイブリッド回路が収められている。

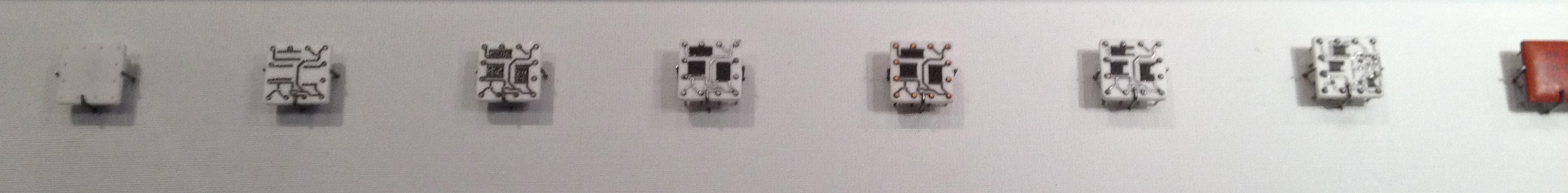
ソリッド・ロジック・テクノロジのハイブリッドモジュールの製造工程。 プロセスは、1/2インチ(12.7 mm)角の正方形のブランクセラミックウェハーから始まる。 最初に回路が配置され、次に抵抗材料が配置される。 ピンが追加され、回路がはんだ付けされ、抵抗が目的の値に調整される。その後、個々のトランジスタやダイオードを追加し、パッケージを封印する。 コンピュータ歴史博物館の展示。

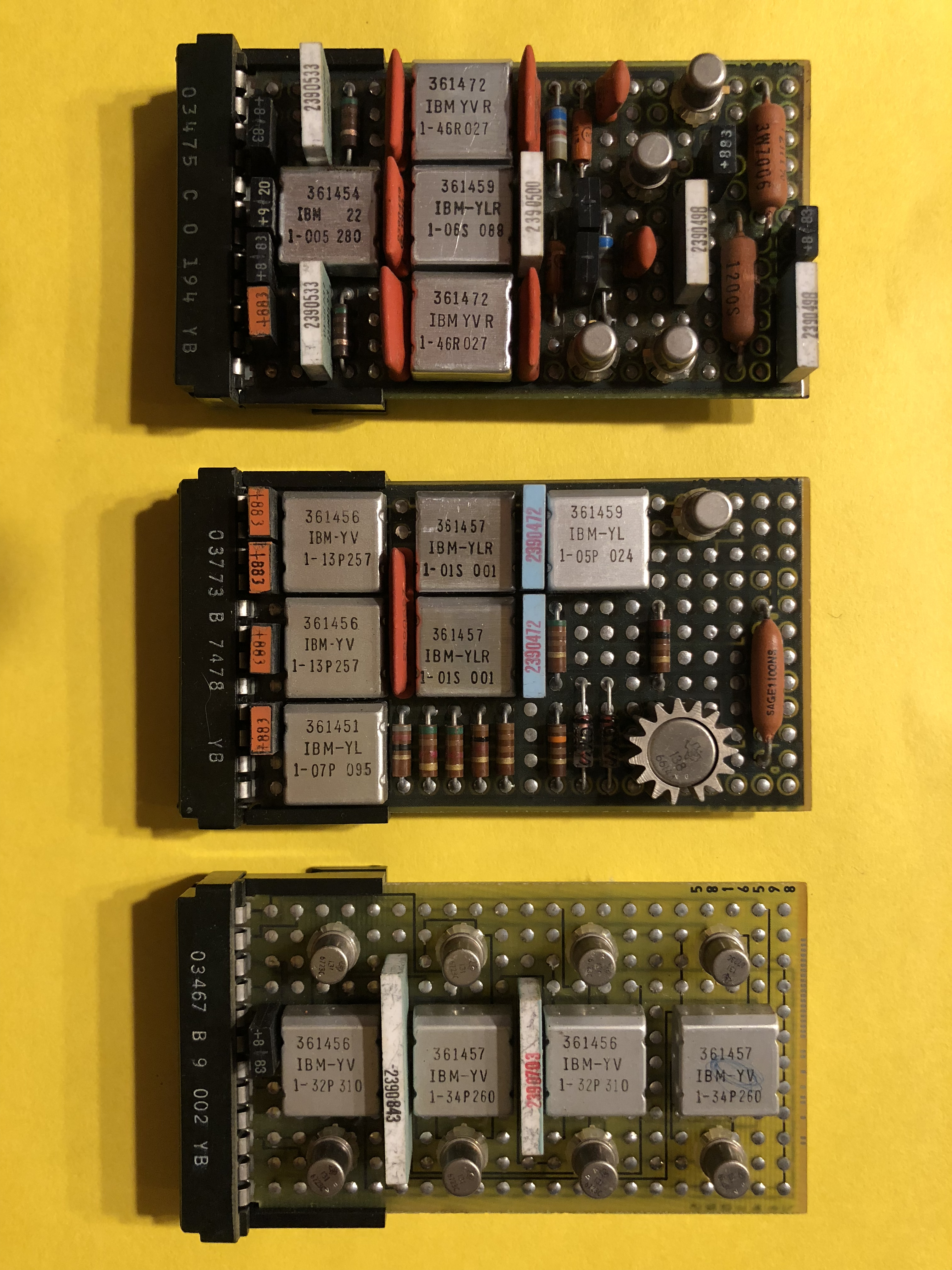
3枚の標準幅SLTカード

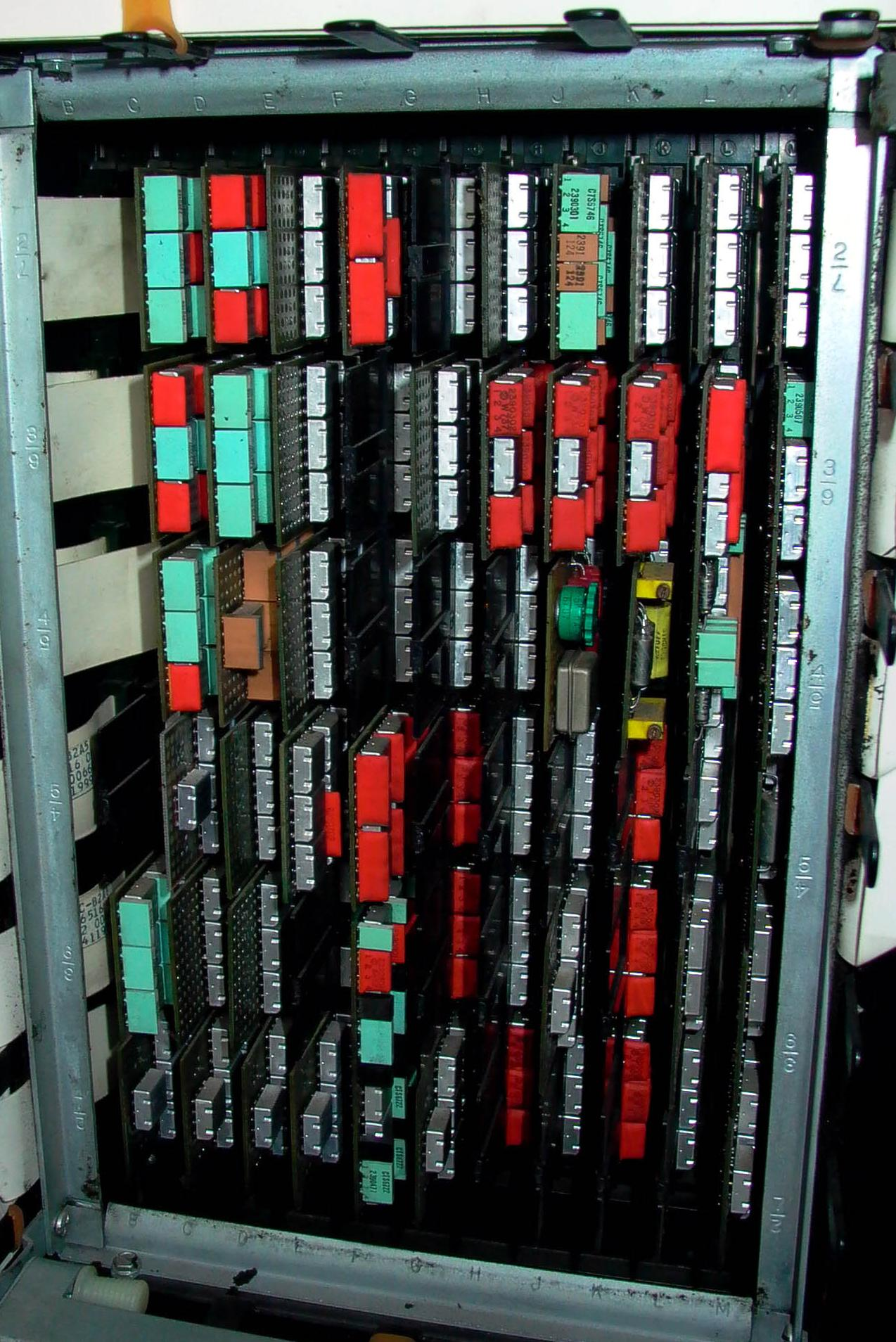
SLTカードフレーム。 corestore.orgからの画像。

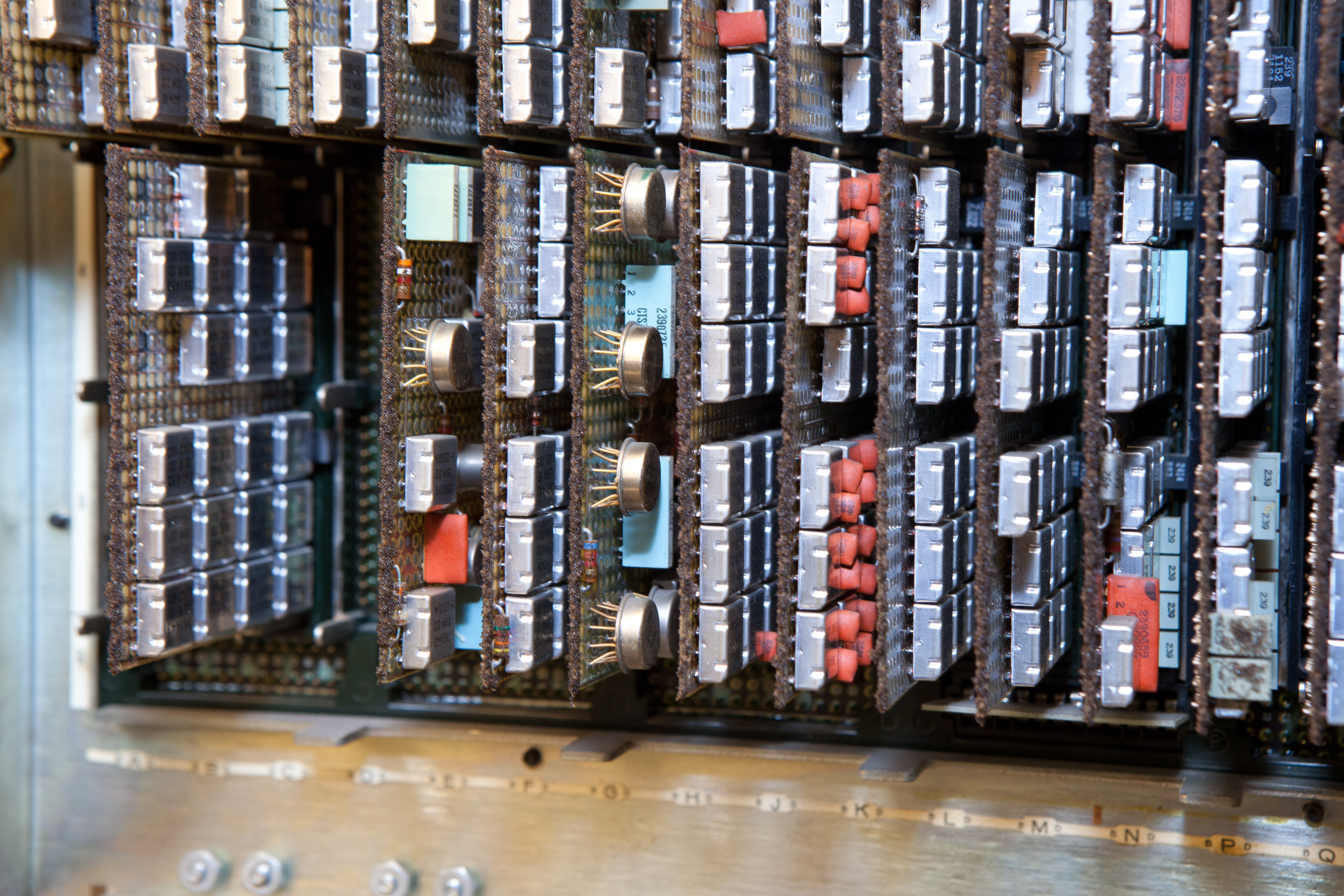
IBM 129キーパンチのSLTモジュール

ソリッド・ロジック・テクノロジ (Solid Logic Technology = SLT) は、IBMが1964年にIBM System/360シリーズと関連機器で導入した電子回路をパッケージングするためのの手法である。 

## 概要
IBMは、セラミック基板上にシルクスクリーン印刷された抵抗器を使用してSLTモジュールを形成し、ディスクリート・フリップチップ実装、ガラス封印されたトランジスタとダイオードを使用したカスタム・ハイブリッド集積回路を設計することを選択した。 回路は、プラスチックで封印されているか、金属製の蓋で覆われていた。これらのSLTモジュールのいくつか（右の画像では20個）を小型の多層プリント基板に実装してSLTカードを作った。各SLTカードの片方の端にはソケットがあり、コンピューターのバックプレーンのピンに差し込むようになっていた（他のほとんどの会社のモジュールの実装方法とは逆）。 
IBMは当時、モノリシック集積回路技術はあまりにも未熟であると考えていた 。SLTは1964年の画期的な技術で、標準モジュラーシステム (英語版) (Standard Modular System = SMS) のような初期のパッケージング技術よりもはるかに高い回路密度と信頼性の向上を実現した。この技術は、1960年代にIBM System/360メインフレーム・ファミリーを圧倒的な成功に導いた。SLTの研究はボールチップアセンブリ、ウェハーバンピング、トリミングされた厚膜抵抗器、印刷されたディスクリート機能、チップコンデンサ、およびハイブリッド厚膜技術の大量使用の一つを生み出した。
SLTは、それ以前の標準モジュラーシステムに取って代わったが、その後のSMSカードの中にはSLTモジュールを搭載したものもあった。

## 詳細
SLTでは、シリコン製の平面ガラス封止型トランジスタとダイオードを使用している。 
SLTは、デュアルダイオードチップと、それぞれ約0.025インチ角の個別のトランジスタチップを使用している :15。チップは0.5インチ角の基板上にシルクスクリーン印刷された抵抗器と印刷された接続部でマウントされる。全体は0.5インチ角モジュールを形成するためにカプセル化されている。各カードには6〜36個のモジュールが搭載されている。カードは、フレームを形成するゲートを形成する基板に接続されている。 :15
SLTの電圧レベルは、ロジック・ローからロジック・ハイまで、回路速度によって変化する: :16。
高速 (5-10 ns) 0.9〜3.0V
中速 (30 ns) 0.0〜3.0V
低速 (700 ns) 0.0〜12.0V

### セラミック基板
セラミック基板は競争入札の末、設立されたばかりの京セラが受注した。企画書は分厚い本になっているほど詳細で厳しい条件であったが、僅か7ヶ月で審査に合格したことで京セラの信用度は大きく高まった。

## その後の開発

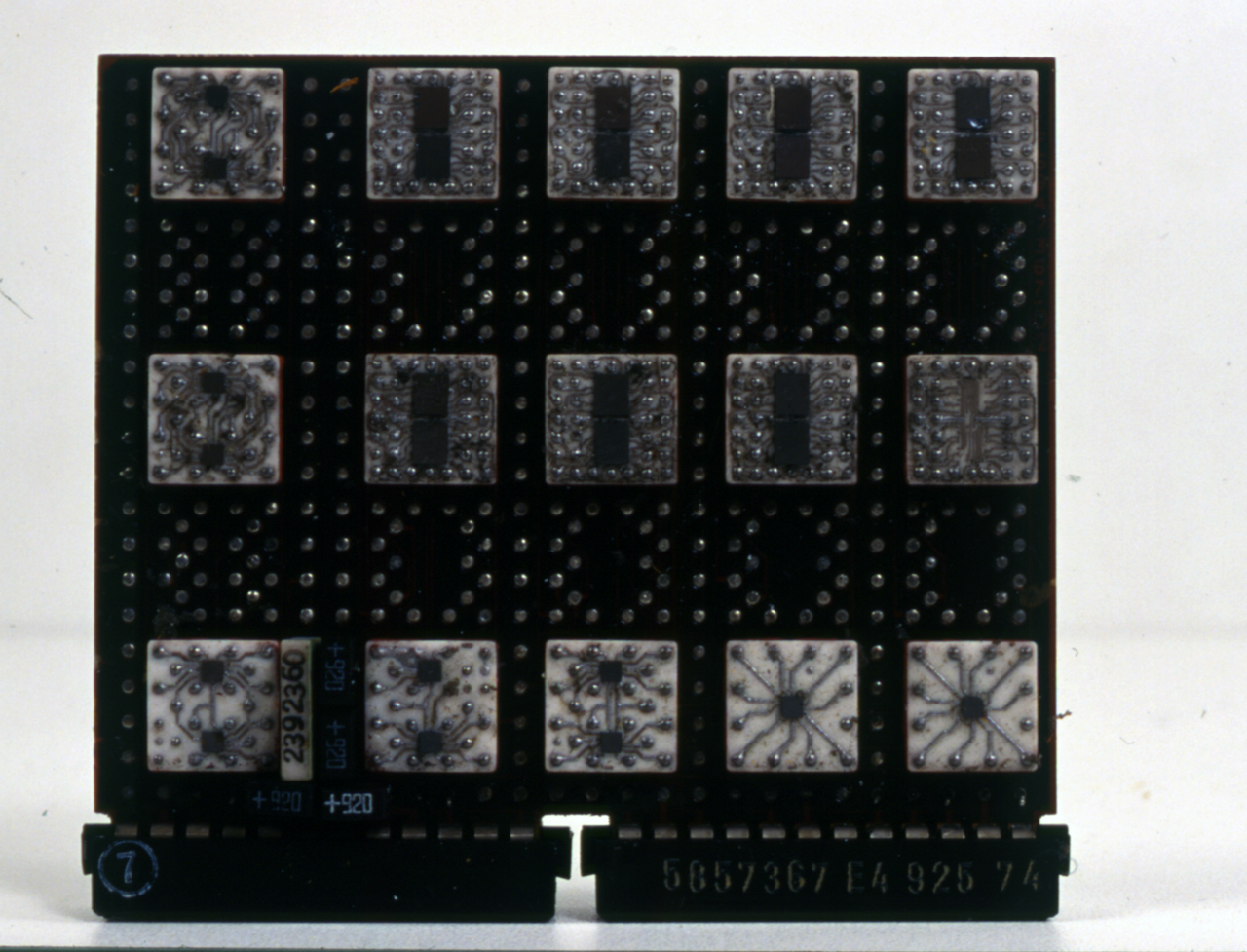
モジュールカバーを取り外したモノリシック・システム・テクノロジ・カード

IBMが徐々にモノリシック集積回路の使用に移行してゆく中で、SLTに取って代わるデバイスにも同じ基本的なパッケージング技術 (デバイスとモジュールの両方) が使用された。
- Solid Logic Dense (SLD) は、ディスクリートのトランジスタとダイオードを基板の上側に、抵抗を下側に実装することで、パッケージング密度と回路性能を向上させた [4] :15。SLDの電圧はSLTと同じであった。

- Advanced Solid Logic Technology (ASLT)は、2枚の基板を同じパッケージに積層することで、パッケージ密度と回路性能を向上させた。ASLTは、 電流ステアリング・ロジックで使用されるエミッタ・フォロワ結合スイッチをベースにしている。:18 ASLTの電圧レベルは、> +235 mV がハイ、<-239 mVがローとした。  :16

- Monolithic System Technology (MST)は、ディスクリートのトランジスタとダイオードを1〜4個のモノリシック集積回路 (抵抗器がモジュール上のパッケージから外付けになった) に置き換えることで、パッケージング密度と回路性能を向上させた。 各MSTチップには約5つの回路が搭載されており、SLTカードとほぼ同じ大きさとなっている。 :18 回路にはNPNトランジスタが使用されていた。